# Paramucrona tiphys
Paramucrona tiphys är en stekelart som beskrevs av John S. Noyes 2004. Paramucrona tiphys ingår i släktet Paramucrona och familjen sköldlussteklar.
Artens utbredningsområde är Costa Rica. Inga underarter finns listade i Catalogue of Life.